# کیلکنی
کیلکنی (انگلیسی: Kilkenny) شهری است که در جنوب شرقی ایرلند واقع شده است. این شهر از مقاصد گردشگری بوده و در سال ۲۰۰۹ چهارصدمین سالگرد شهرشدن خود را جشن گرفت.